# Rhyothemis fuliginosa
Rhyothemis fuliginosa е вид водно конче от семейство Libellulidae. Видът не е застрашен от изчезване.

## Разпространение
Разпространен е в Китай (Гуандун, Джъдзян, Дзянси, Дзянсу, Съчуан, Хунан, Хъбей, Хънан, Шандун и Шънси).

## Описание
Популацията на вида е стабилна.